# Olive
Olive fue una banda británica de música electrónica, de estilo breakbeat y trip-hop fundada en Londres a mediados de los años 90 por los músicos Tim Kellet y Robin Taylor-Firth y la cantante Ruth-Ann Boyle.
Son conocidos sobre todo por su sencillo You're Not Alone, que alcanzó el número uno en el Reino Unido en mayo de 1997.

## Historia
La banda fue fundada por Tim Kellet, compositor y productor que había formado parte de Simply Red y el tecladista Robyn Taylor-Firth, exmiembro de Nightmares on wax. Completó el trío la cantante Ruth-Ann Boyle, a quien Kellett había conocido durante la grabación de un concierto en directo de The Durutti Column.
En 1996, el grupo publica su primer sencillo, You're Not Alone. La canción no tendrá un éxito inmediato, habrá que esperar hasta un año más tarde para que alcance las primeras posiciones de las listas de ventas.
El álbum Extra virgin, grabado en 1995, se publica el mismo año. Un poco más tarde es el sencillo Outlaw el que alcanza un éxito similar al anterior sencillo. Publicándose como tercer sencillo Miracle.
En el 1997 en los Ivor Novello Awards (29 de mayo de 1998), Kellet y Taylor-Firth recibieron el premio por la Mejor Música de Baile por su canción You're not alone. La canción fue versionada por el artista alemán ATB.
En el año 2000, Olive publica su segundo disco, Trickle. Taylor-Firth ya había abandonado el grupo y el álbum estaba más orientado hacia la música disco. La canción del disco I'm not in love además de ser una versión de la banda 10cc será publicada en la película protagonizada por Madonna y Rupert Everett Una pareja casi perfecta. De hecho, el grupo graba la canción animado por Madonna, que quería una canción del grupo para su banda sonora, ya que además trabajaban en su compañía Maverick Records[cita requerida].
Durante la gira de Trickle en EUA, la banda sugirió que el 60-70% de su audiencia en esa época era homosexual. Esto fue dicho al final del último concierto tocado en el orgullo gay de San Francisco.
Después de haber publicado dos discos; Extra virgin en 1995 y Trickle en el 2000, el grupo entra en un silencio musical para embarcarse en proyectos por separado. Ruth Ann-Boyle publicó su primer disco en solitario, producido por Michael Cretu (Enigma), What about us? y Tim Kellet compone para otros artistas.

## Discografía

### Álbumes
- 1997 - Extra Virgin (RCA)
- 2000 - Trickle (Maverick Records)